# 背鳞虫属
背鳞虫属（学名：Lepidonotus）是多鳞虫科下的一个属。

## 下属物种
本属包括以下物种：
- 有齿背鳞虫 Lepidonotus dentatus Okuda, 1954
- 方背鳞虫 Lepidonotus squamatus (Linnaeus, 1767)[1]